# Cirié
Cirié (piemontesisch auch Siriè oder Ciriè) ist eine italienische Gemeinde in der Metropolitanstadt Turin (TO), Region Piemont.

## Lage und Einwohner
Cirié liegt 22 km nördlich von Turin und nur 6 km westlich vom Flughafen Turin entfernt. Das Gemeindegebiet umfasst eine Fläche von 17 km² und hat 18.073 Einwohner (Stand 31. Dezember 2024).
Die Nachbargemeinden sind Nole, San Carlo Canavese, San Maurizio Canavese und Robassomero. 

## Persönlichkeiten

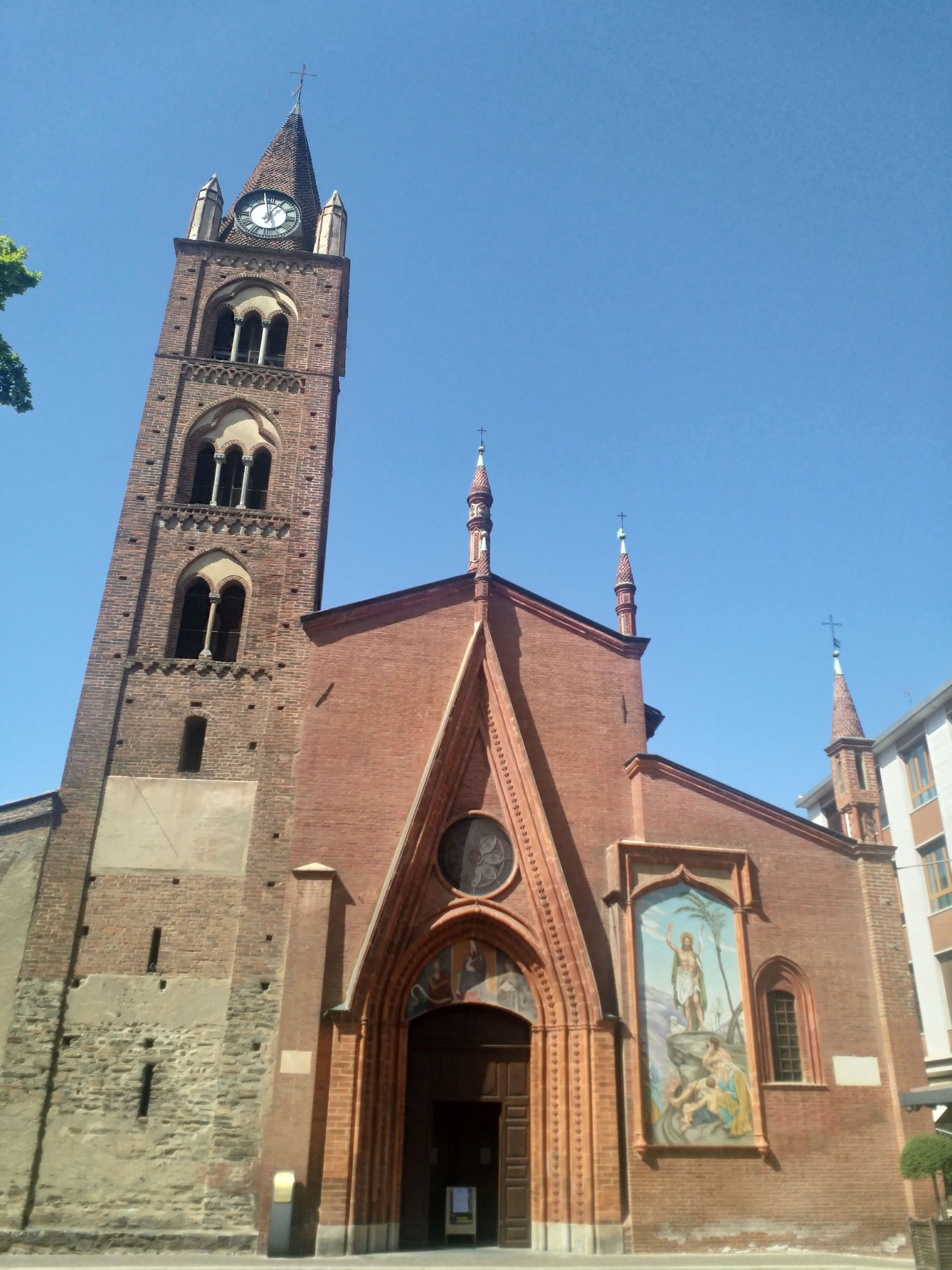
Kirche San Giovanni Battista

- Azio Corghi (1937–2022), Komponist und Musikpädagoge
- Celio Secondo Curione (1503–1569), humanistischer Gelehrter
- Celestino Vietti (* 2001), Motorradrennfahrer
- Daniele Napolitano (* 2003), Radsportler